# Sarafina! Il profumo della libertà
Sarafina! Il profumo della libertà è un film di Darrell Roodt del 1992. Ispirato al musical Sarafina! di Mbongeni Ngema del 1988, è incentrato sulla vicenda degli scontri di Soweto del 1976 in Sudafrica, durante l'apartheid.

## Trama
La trama è incentrata su alcuni studenti coinvolti nella rivolta di Soweto, in risposta all'adozione dell'afrikaans come lingua di insegnamento nelle scuole. La versione per il palcoscenico presenta la ribellione avvenuta in una scuola, simile alla rivolta di Soweto del 16 giugno 1976. Un narratore presenta diversi personaggi, tra cui la studentessa e attivista Sarafina. La situazione si infiamma quando un poliziotto spara ad alcuni studenti in una classe. Nondimeno, il musical termina con una sorridente cerimonia di addio degli studenti che lasciano la scuola, che prende la maggior parte del secondo atto.
Nella versione cinematografica Sarafina si vergogna per l'accettazione di sua madre del suo ruolo di domestica di una famiglia bianca nel Sudafrica dell'apartheid, e incita i suoi compagni alla rivolta, specialmente dopo che la loro insegnante più impegnata, Mary Masombuka è incarcerata.

## Distribuzione
Il film uscì il 18 settembre 1992. Fu girato a Soweto e a Johannesburg, in Sudafrica. Darrell Roodt firmò la regia, con la sceneggiatura di Mbongeni Ngema e William Nicholson; la protagonista Sarafina era interpretata da Leleti Khumalo, mentre Whoopi Goldberg era Mary Masombuka e Miriam Makeba era Angelina.
Prese parte al progetto anche la BBC. Negli Stati Uniti il film fu sconsigliato ai bambini (classificazione PG-13 della MPAA) per le scene di violenza legate all'apartheid. La versione più lunga, uscita nel 1993, ebbe una restrizione ancora maggiore (minori ammessi alla visione solo se accompagnati da genitori), sempre per le scene di violenza.
Whoopi Goldberg era molto determinata a far parte del progetto, e convinse i responsabili della Disney a produrre il film accettando di riprendere il ruolo di Dolores Van Cartier in Sister Act 2 - Più svitata che mai, che la Disney desiderava girare, dopo l'enorme successo di pubblico del film originale.

## Riedizione del regista
Sarafina! fu ripubblicato in Sudafrica il 16 giugno 2006 per commemorare il trentesimo anniversario della rivolta di Soweto.
La riedizione a cura del regista non è molto diversa dall'originale, a parte l'inclusione di una scena tagliata nella prima versione, tra Leleti Khumalo (Sarafina) e Miriam Makeba (la madre di Sarafina), che comprende lo stacco musicale Thank You Mama.

## Il musical
Sarafina! esordì a Broadway il 28 gennaio 1988, al Cort Theatre, e l'ultima rappresentazione fu il 2 luglio 1989, dopo 597 messe in scena e 11 anteprime. Il musical fu pensato e diretto da Mbongeni Ngema, che scrisse anche la sceneggiatura, la musica e le parole. L'opera fu originalmente presentata al The Market Theatre, di Johannesburg, nel giugno 1987. Faceva parte del cast anche Leleti Khumalo, nel ruolo di Sarafina.
Leleti Khumalo ottenne una nomination al Tony Award come miglior attrice protagonista in un musical, e un premio della NAACP per la sua interpretazione del personaggio. Altre nomination al Tony Award furono per il miglior musical, migliori musiche originali, miglior coreografia e miglior regia di musical.